# 科里·佩里
科里·佩里（英語：Corey Perry，1985年5月16日—），加拿大男子冰球运动员，场上位置是前锋。他曾代表加拿大国家队参加2010年和2014年冬季奥林匹克运动会冰球比赛，获得二枚金牌。